# Touring Club Italiano

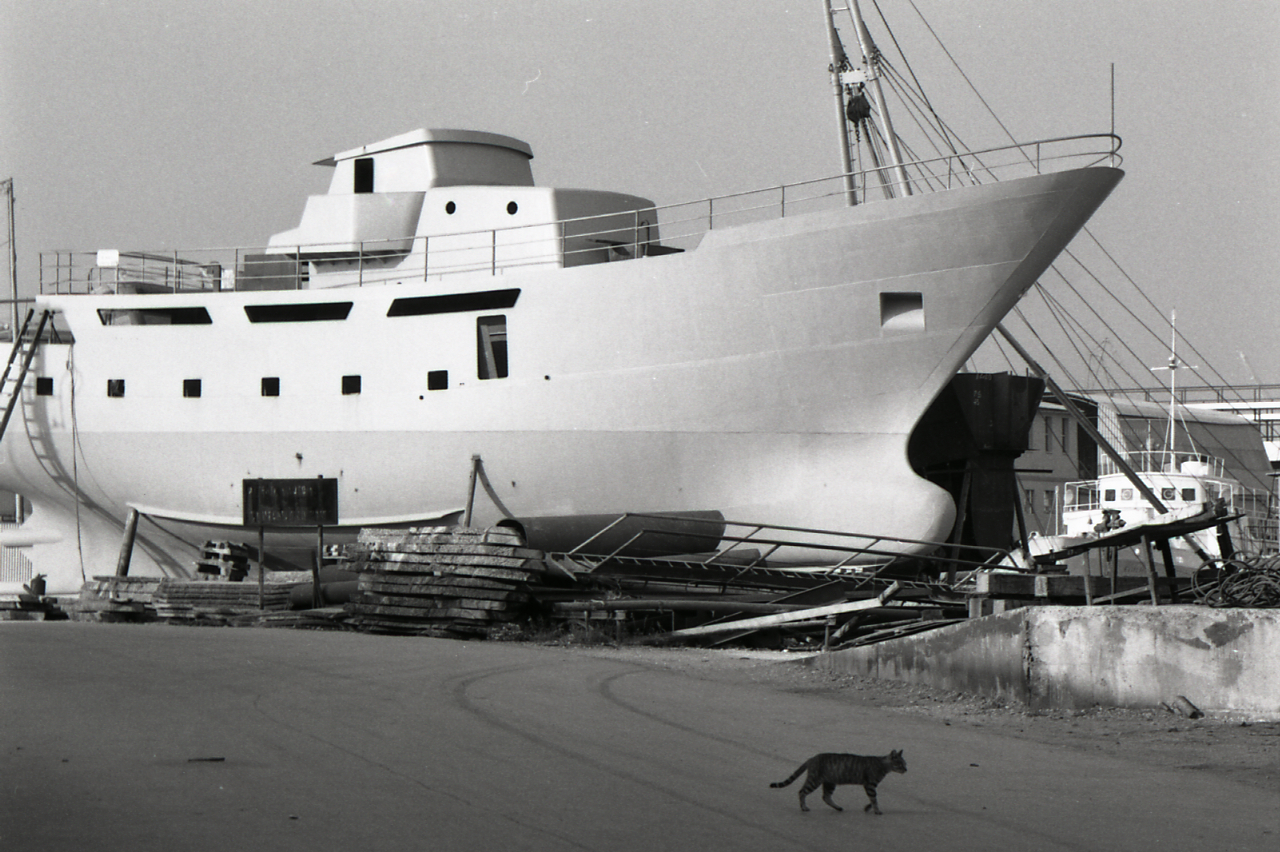
Foto de Ancona por Paolo Monti para el Touring Club Italiano

El Touring Club Italiano (TCI) es una organización turística italiana, conocida especialmente por sus publicaciones de mapas y guías de viaje.
El Touring Club Ciclistico Italiano (TCCI) fue fundado el 8 de noviembre de 1894 por un grupo de ciclistas para promover los valores de la bicicleta y los viajes; su presidente fundador fue Luigi Vittorio Bertarelli. Publicó sus primeros mapas en 1897. En 1899, contaba con 16.000 miembros. Con el nuevo siglo, se promovió el turismo en todas sus formas –incluyendo el turismo con automóvil– y el aprecio del entorno natural y urbano. Bajo el régimen fascista, a partir de 1937, se ve obligado a italianizar su nombre, que pasó a ser Consociazione Turística Italiana.
El Touring Club Italiano ha publicado muchos mapas, guías de viaje y estudios especializados, y es conocido por su alta calidad cartográfica. Sus detallados mapas de carreteras de Italia se publican en 1:200,000, uno por cada región.
Su guía más prestigiosa es la "Guida Rossa" (Guía roja), que cubre Italia en 23 volúmenes altamente detallados impresos en papel; la TCI también produce una amplia variedad de otras guías sobre Italia. Durante el período fascista, las guías también cubrían las colonias y territorios de ultramar italianos.
El TCI también publica traducciones de guías extranjeras, tales como la francesa Guide Bleu.